# Carniola interna
La Carniola interna (in sloveno Notranjska, in tedesco Innerkrain) è una delle regioni storiche della Slovenia. Fu parte dello storico territorio asburgico di Carniola. Il centro tradizionale della regione è Postumia.